# 四个不是
四个“不是”，是中共中央总书记习近平在2016年5月17日在哲学社会科学工作座谈会上提出的政治术语，即“当代中国的伟大社会变革，不是简单延续我国历史文化的母版，不是简单套用马克思主义经典作家设想的模板，不是其他国家社会主义实践的再版，也不是国外现代化发展的翻版”。

## 出处
2016年2月4日，新华社播发光明日报记者撰写的长篇通讯《为国家立心为民族铸魂——十八大以来党中央推进和深化社会主义核心价值观建设纪实》，其中提到，对于中国特色社会主义道路，习近平曾说：
这条道路既不是‘传统的’，也不是‘外来的’，更不是‘西化的’，而是我们‘独创的’，是一条人间正道。
2016年5月17日，习近平《在哲学社会科学工作座谈会上的讲话》中说：
当代中国的伟大社会变革，不是简单延续我国历史文化的母版，不是简单套用马克思主义经典作家设想的模板，不是其他国家社会主义实践的再版，也不是国外现代化发展的翻版，不可能找到现成的教科书。
2018年5月4日，习近平在纪念马克思诞辰200周年大会上的讲话中说：
当代中国的伟大社会变革，不是简单延续我国历史文化的母版，不是简单套用马克思主义经典作家设想的模板，不是其他国家社会主义实践的再版，也不是国外现代化发展的翻版。

## 评价
中国社会科学院马克思主义研究院副院长林建华认为，中国社会变革不是“再版”“翻版”，而是“原版”。
原中央党史研究室主任欧阳淞认为，这是“马克思主义中国化新的飞跃”，是习近平新时代中国特色社会主义思想的重要内容。